# Жамсрангийн Ёндон
Жамсрангийн Ёндон (монг. Жамсрангийн Ёндон; 18 марта 1923, Сухэ-Батор сомон Мунххаан, Монголия) — 23 июля 1992, Монголия) — монгольский политический, государственный и военный деятель. Министр обороны МНР (1982—1989). Генерал-полковник.

## Биография
В 1940 году, в возрасте 17 лет, пошёл добровольцем на военную службу и служил рядовым, затем лейтенантом в 15-м кавалерийском корпусе 6-й кавалерийской дивизии в Восточном аймаке. Участвовал во Второй мировой войне.
Получил военное образование в Советском Союзе, окончил Военную академию имени М. В. Фрунзе и Военную академию Генерального штаба. К 1960-м годам был одним из самых молодых генералов МНР. Первый командир роты Монгольского государственного почётного караула.
Неоднократно избирался депутатом Великого Народного Хурала. В 1945 году впервые участвовал в проведении военного парада в столице Монголии.
С 1971 по 1974 год был начальником Генерального штаба Монгольской народно-революционной армии. Инициировал проведение многих реформ в Монгольской народно-революционной армии.
В 1982 году назначен на должность министра обороны. 10 февраля 1982 года стал Генерал-полковником. Член Монгольской народно-революционной партии. В 1988 году был избран делегатом XIX съезда МНРП.
Избирался депутатом Великого Народного Хурала.
Был первым награждённым орденом Полярной звездой за командование церемонией почётного караула.

## Награды
- Орден Сухэ-Батора (дважды)
- Орден Красного Знамени (Монголия)
- Орден «За боевые заслуги» (Монголия) (трижды)
- Орден Полярной звезды (Монголия)
- Орден Красного Знамени (СССР)
- Орден Октябрьской Революции
- Медаль За Победу над Японией («Мы победили»)
- медали Монголии и СССР

## Память
- На родине Ж. Ёндона установлен памятник и создан мемориальный комплекс.
- Его имя присвоено одному из воинских подразделений монгольской армии.